# راياجسك
راياجسك (بالروسية: Ряжск) هي إحدى مدن روسيا في الكيان الفدرالي الروسي ريازان أوبلاست.